# Dàn nhạc Giao hưởng New York
Dàn nhạc Giao hưởng New York, tên chính thức là Philharmonic-Symphony Society of New York, Inc., tên giao dịch quốc tế là New York Philharmonic Orchestra (NYPO) hay New York Philharmonic-Symphony Orchestra, là một dàn nhạc giao hưởng ở Thành phố New York, Hoa Kỳ. Đây là một trong những dàn nhạc Hoa Kỳ hàng đầu thường được gọi là "Big Five" (năm giàn giao hưởng lớn). Sân khấu của đoàn là Tòa nhà David Geffen, tọa lạc ở Trung tâm Nghệ thuật biểu diễn Lincoln của New Yorrk.
Được thành lập vào năm 1842, dàn nhạc này là một trong những tổ chức âm nhạc lâu đời nhất ở Hoa Kỳ và là dàn nhạc cổ nhất trong số các dàn nhạc "Big Five". Buổi trình diễn lần thứ 14.000 của cô được ghi âm vào tháng 12 năm 2004 .

## Chuyến thăm Bắc Triều Tiên, 2008
Philharmonic biểu diễn ở Bình Nhưỡng theo lời mời của chính phủ Triều Tiên vào ngày 26 tháng 2 năm 2008. Sự kiện này là cuộc viếng thăm văn hóa quan trọng đầu tiên từ Hoa Kỳ kể từ khi kết thúc Chiến tranh Triều Tiên. Buổi diễn được tổ chức tại nhà hát lớn Đông Bình Nhưỡng với một chương trình bao gồm bài hát quốc ca của cả Triều Tiên (Aegukka) và  (The Star-Spangled Banner), khúc dạo của Act III của Lohengrin bởi Richard Wagner, Antonín Dvořák's Symphony No. 9 "From the New World", An American in Paris của George Gershwin, Farandole của Georges Bizet,  Overture to Candide của Leonard Bernstein, và bài hát dân ca nổi tiếng của Triều Tiên Arirang.. Các tác phẩm của Dvořák, Gershwin, và Bernstein từng được biểu diễn lần đầu bởi New York Philharmonic.
Cuộc viếng thăm được mong đợi như một cơ hội để mở rộng quan hệ với một trong những quốc gia bị cô lập nhất thế giới. Bộ Ngoại giao Hoa Kỳ đã xem lời mời làm khả năng chống lại Hoa Kỳ một cách tiềm năng tuyên truyền. Để đáp lại những lời chỉ trích ban đầu về việc biểu diễn một buổi hòa nhạc giới hạn trong giới tinh hoa ưu tú, New York Philharmonic sắp xếp cho buổi biểu diễn được phát sóng trực tiếp trên đài truyền thanh và phát thanh của Bắc Triều Tiên. Nó đã được phát sóng trực tiếp trên CNN và CNN International.  Nó cũng được trình chiếu trên Tổng công ty phát thanh Munhwa của Hàn Quốc cho toàn bộ quốc gia của Hàn Quốc.